# Трегубов Олександр Лаврентійович
Олександр Трегубов (1874 — після 1917) — член Державної думи від Київської губернії, священник.

## Життєпис
Мав 42 десятини церковної землі.
Після закінчення Київської духовної семінарії в 1895, протягом трьох років працював сільським учителем.
У 1898 висвячений на священника. Служив у селі Кашперівка Бердичівського повіту.
У 1907 обраний членом III Державної думи від Київської губернії.
Входив до фракції «Союзу 17 жовтня», з 3-ї сесії — до групи правих октябристів. Був секретарем комісій у справах переселенців і у чиншових справах, а також членом комісій: з віросповідальних питань, з виконання державного розпису доходів і витрат. Був доповідачем комісії у справах переселенців.
Для ознайомлення з життям і релігійними потребами переселенців зробив низку поїздок до Акмолінської, Семипалатинської, Семиріченської і Сирдар'їнської областей (1909), а також в заселені райони Сибіру (1913). Опублікував дві книги із враженнями від поїздок. Крім того, публікувався в «Церковних відомостях» і «Київських єпархіальних відомостях», газетах «Дзвін», «Земщина» та ін.
У 1912 — переобраний членом Державної думи від Київської губернії. Входив до фракції російських націоналістів і помірно-правих (ФНПП), після її розколу в серпні 1915 — до групи прихильників Петра Балашова. Був секретарем комісій у справах переселенців і з виконання державного розпису доходів і витрат, а також членом комісій: бюджетної, розпорядчої, у напрямку законодавчих пропозицій.
Доля після 1917 невідома. Був одружений, мав трьох дітей.

## Твори
- Переселенческое дело в Семипалатинской и Семиреченской областях: Впечатления и заметки по поездке летом 1909 г. — Санкт-Петербург, 1910.
- По новым местам: Переселение в Сибирь в 1913 г., впечатления и заметки по поездке в заселяемые районы Сибири. — Санкт-Петербург, 1913